# Liste der Fahnenträger der vincentischen Mannschaften bei Olympischen Spielen
Die Liste der Fahnenträger der vincentischen Mannschaften bei Olympischen Spielen listet chronologisch alle Fahnenträger vincentischen Mannschaften bei den Eröffnungs- (EF) und Abschlussfeiern (AF) Olympischer Spiele auf.

## Liste der Fahnenträger
| Mannschaft             | Veranstaltung | Fahnenträger (EF)  | Fahnenträger (AF) |
| ---------------------- | ------------- | ------------------ | ----------------- |
| 1988 in Seoul          | Sommerspiele  | Orde Ballantyne    |                   |
| 1992 in Barcelona      | Sommerspiele  | unbekannt          |                   |
| 1996 in Atlanta        | Sommerspiele  | Eswort Coombs      |                   |
| 2000 in Sydney         | Sommerspiele  | Pamenos Ballantyne |                   |
| 2004 in Athen          | Sommerspiele  | Natasha Mayers     |                   |
| 2008 in Peking         | Sommerspiele  | Kineke Alexander   | Kineke Alexander  |
| 2012 in London         | Sommerspiele  | Kineke Alexander   | Courtney Williams |
| 2016 in Rio de Janeiro | Sommerspiele  | Kineke Alexander   | Kineke Alexander  |
| 2020 in Tokio          | Sommerspiele  | Shafiqua Maloney   | Volunteer         |
| 2024 in Paris          | Sommerspiele  | Shafiqua Maloney   | Volunteer         |
| 2024 in Paris          | Sommerspiele  | Alex Joachim       | Volunteer         |

Anmerkung: (EF) = Eröffnungsfeier, (AF) = Abschlussfeier

## Statistik
| Rang    | Sportart       | EF | AF | ∑  |
| ------- | -------------- | -- | -- | -- |
| 1       | Leichtathletik | 10 | 3  | 13 |
| 2       | Volunteer      | 0  | 2  | 2  |
| 3       | Schwimmen      | 1  | 0  | 1  |
| Gesamt: | Gesamt:        | 11 | 5  | 16 |

| Rang                   | Sportart | EF | AF | ∑ |
| ---------------------- | -------- | -- | -- | - |
| bisher keine Teilnahme |          |    |    |   |
| Gesamt:                | Gesamt:  | 0  | 0  | 0 |

| Rang    | Sportart       | EF | AF | ∑  |
| ------- | -------------- | -- | -- | -- |
| 1       | Leichtathletik | 10 | 3  | 13 |
| 2       | Volunteer      | 0  | 2  | 2  |
| 3       | Schwimmen      | 1  | 0  | 1  |
| Gesamt: | Gesamt:        | 11 | 5  | 16 |